# UPK3BL1
UPK3BL1 (англ. Uroplakin 3B like 1) – білок, який кодується однойменним геном, розташованим у людей на 7-й хромосомі. Довжина поліпептидного ланцюга білка становить 263 амінокислот, а молекулярна маса — 28 385.
| 10         |  | 20         |  | 30         |  | 40         |  | 50         |
| ---------- |  | ---------- |  | ---------- |  | ---------- |  | ---------- |
| MDNSWRLGPA |  | IGLSAGQSQL |  | LVSLLLLLTR |  | VQPGTDVAAP |  | EHISYVPQLS |
| NDTLAGRLTL |  | STFTLEQPLG |  | QFSSHNISDL |  | DTIWLVVALS |  | NATQSFTAPR |
| TNQDIPAPAN |  | FSQRGYYLTL |  | RANRVLYQTR |  | GQLHVLRVGN |  | DTHCQPTKIG |
| CNHPLPGPGP |  | YRVKFLVMND |  | EGPVAETKWS |  | SDTRLQQAQA |  | LRAVPGPQSP |
| GTVVIIAILS |  | ILLAVLLTVL |  | LAVLIYTCFN |  | SCRSTSLSGP |  | EEAGSVRRYT |
| THLAFSTPAE |  | GAS        |  |            |  |            |  |            |

A: Аланін

C: Цистеїн

D: Аспарагінова кислота

E: Глутамінова кислота

F: Фенілаланін

G: Гліцин

H: Гістидин

I: Ізолейцин

K: Лізин

L: Лейцин

M: Метіонін

N: Аспарагін

P: Пролін

Q: Глутамін

R: Аргінін

S: Серин

T: Треонін

V: Валін

W: Триптофан

Локалізований у мембрані.